# Ovibos
Ovibos é um gênero de caprinos da subfamília Antilopinae, da família Bovidae. O boi-almiscarado (Ovibos moschatus) é a única espécie do gênero.